# Alexander Eliot
Alexander Eliot (né le 28 avril 1919 à Cambridge dans le Massachusetts - mort le 23 avril 2015,) est un écrivain américain connu surtout pour son travail sur la spiritualité et les mythes.